# Tokyo Metro série 18000
La série 18000 (18000系, 18000-kei) du Tokyo Metro est un type de rame automotrice exploitée depuis 2021 sur la ligne Hanzōmon du métro de Tokyo au Japon.

## Description
La série 18000 est basée sur le modèle A-train du constructeur Hitachi. Les rames sont composées de 10 voitures.
L'espace voyageurs se compose de banquettes longitudinales. Des sièges prioritaires sont installés aux extrémités de chaque voitures. Des espaces accessibles aux personnes en fauteuil roulant et en poussette sont disponibles, et la différence de niveau entre le plancher des voitures et le quai a été réduite, facilitant ainsi la montée et la descente des enfants et des personnes âgées.

## Histoire
La première rame est entrée en service le 7 août 2021. Les rames série 18000 vont progressivement remplacer les rames série 8000.
La série a remporté un Good Design Award en 2021 et un Laurel Prize en 2022.

## Services
Affectées à la ligne Hanzōmon, les rames circulent également sur les lignes de banlieue interconnectées :
- ligne Tōkyū Den-en-toshi,
- ligne Tōbu Skytree,
- ligne Tōbu Isesaki,
- ligne Tōbu Nikkō.

## Galerie photos

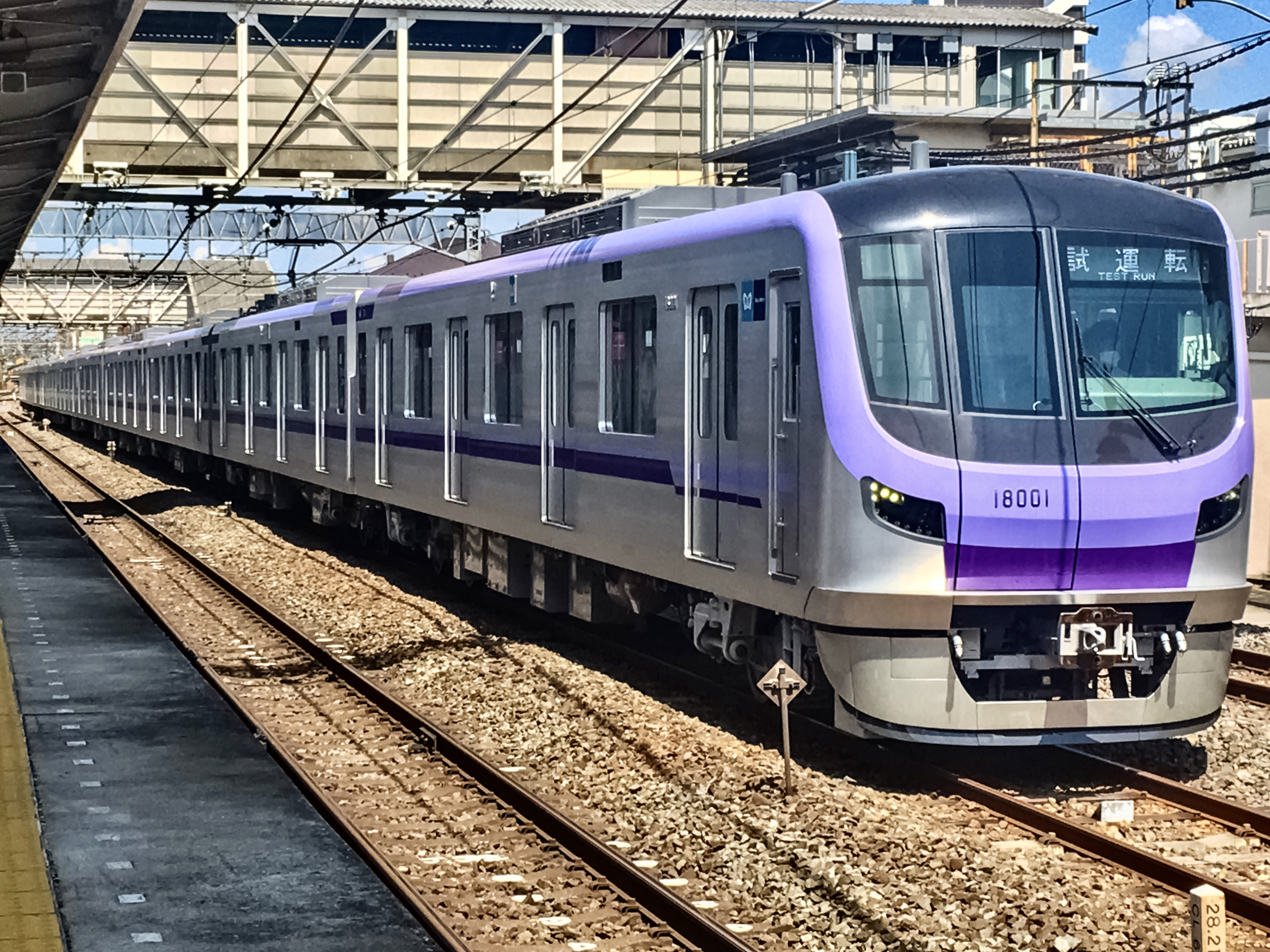
Une rame à la gare de Kasukabe.
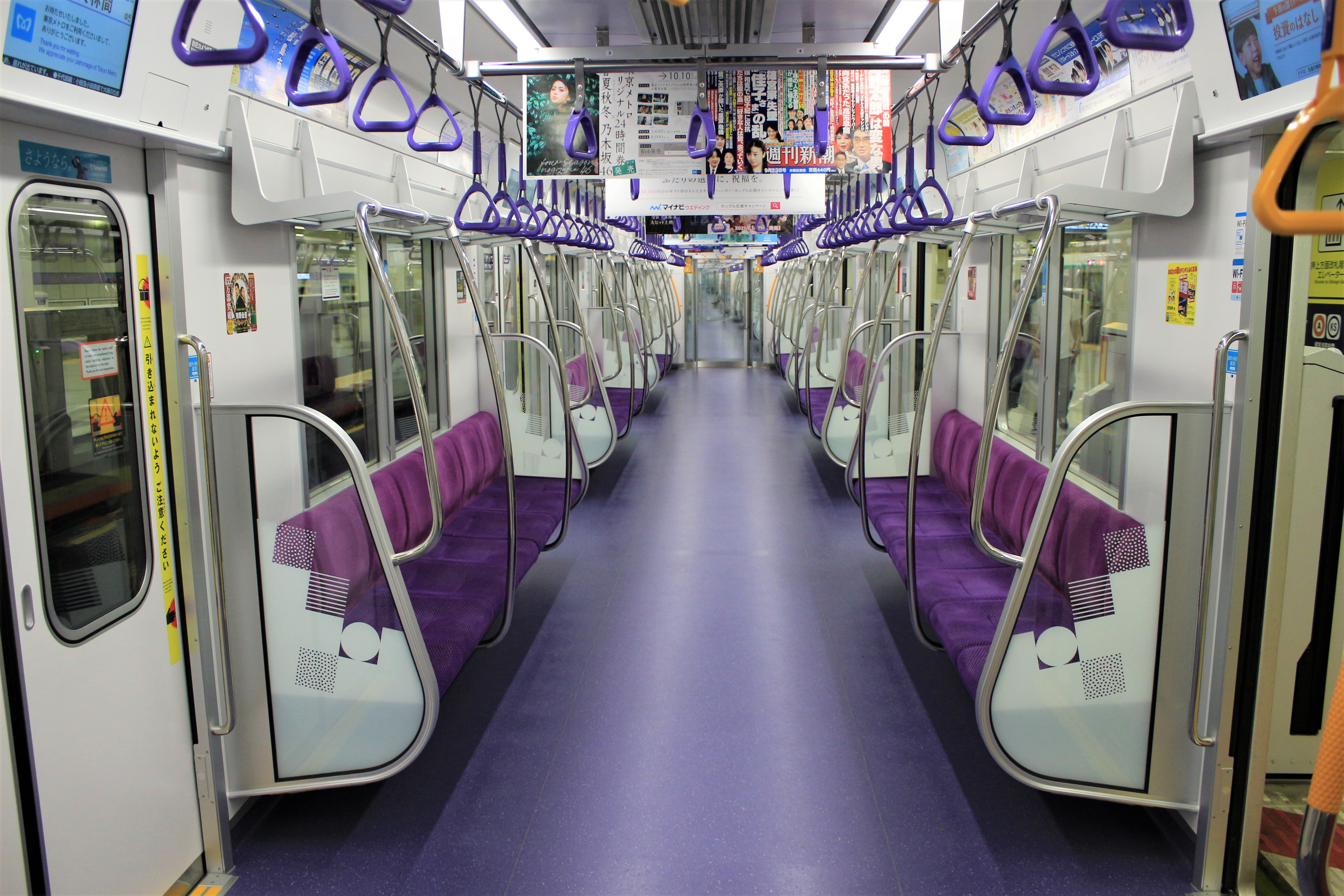
Intérieur de la rame.
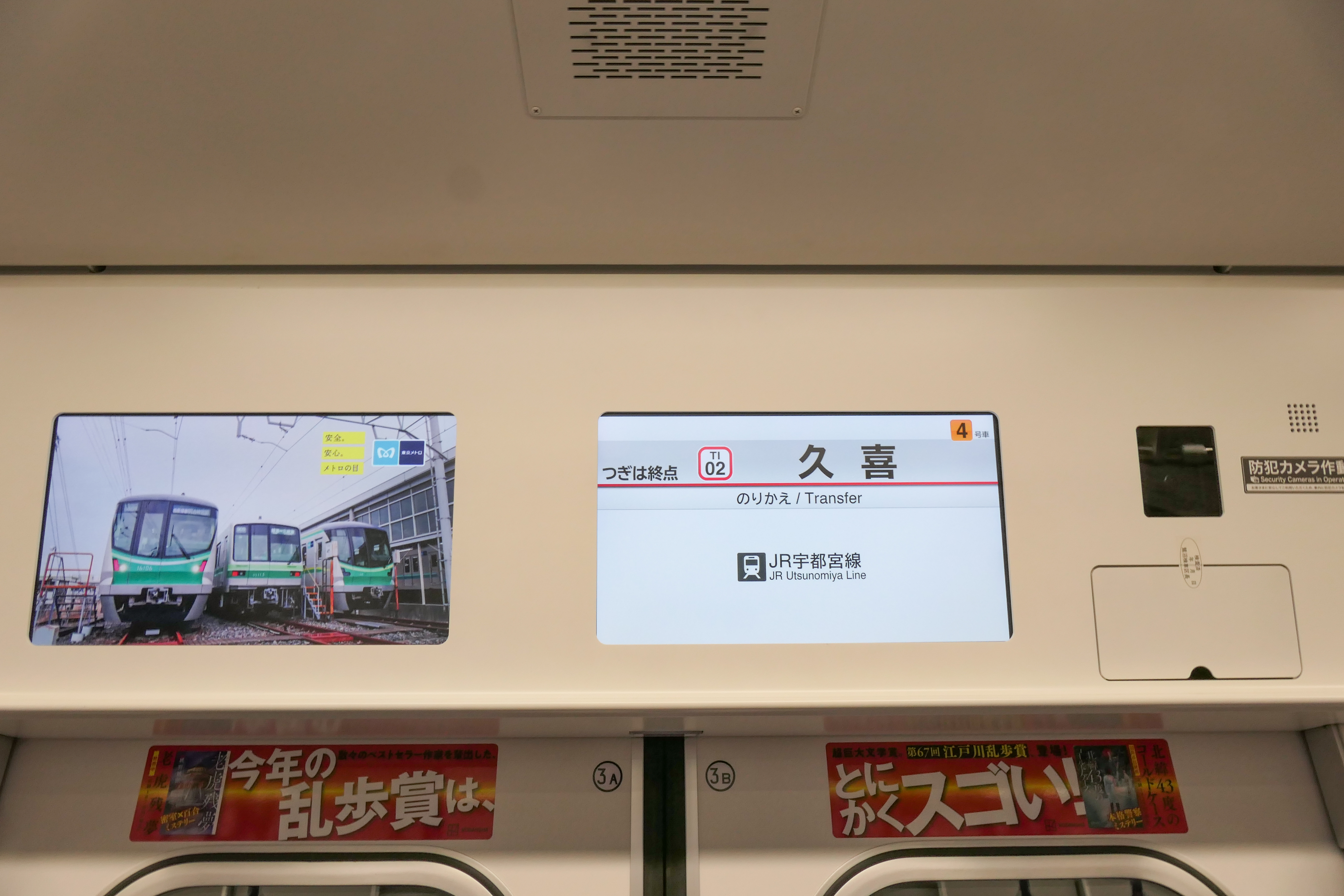
Ecrans d'information voyageurs.